# Кидыш
Киды́ш (баш. Ҡыйҙыш) — малая река в западной части Челябинской области и на востоке республики Башкортостан. Левый приток реки Уй (бассейн Тобола). Длина — 62 км. Площадь водосборного бассейна — 1010 км². Истоки реки на северо-востоке Карагайского посёлка в Верхнеуральском районе. Кидыш впадает в реку Уй в 353 км от устья по правому берегу, на территории Уйского района рядом с пос. Кидыш. Высота истока — 483 м над уровнем моря. Высота устья — 275 м над уровнем моря.

## Притоки
- 28 км: Суяска
- 42 км: Ямъелга
- 42 км: Буйды
- 44 км: Ереклы
- Танычау
- Айкреелга

## Населённые пункты
На реке расположены сёла Ахуново, Кидыш (Башкортостан), Петропавловка, Кидышевский, Кидыш (Челябинская область).

## Использование
Реку используют для водоснабжения прилегающих сёл.
Система водного объекта: Уй → Тобол → Иртыш → Обь → Карское море.

## Данные водного реестра
По данным государственного водного реестра России относится к Иртышскому бассейновому округу, водохозяйственный участок реки — Тобол от истока до впадения реки Уй, без реки Увелька, речной подбассейн реки — Тобол. Речной бассейн реки — Иртыш.